# Ersmarks kyrka
Ersmarks kyrka är en kyrkobyggnad i Ersmark i Skellefteå kommun. Den tillhör Kågedalens församling i Luleå stift. Ersmarks kyrka invigdes 1918 och hade en stor ombyggnation 1978.

## Utseende
Kyrkan är byggd med träpaneler och har ett sadeltak.